# Одисеја (мини-серија из 1997)
Одисеја (енгл. The Odyssey) је америчка телевизијска мини-серија из 1997. године, заснована на истоименом Хомеровом епу. Режирао ју је Андреј Кончаловски, а продуцирали Hallmark Entertainment и American Zoetrope. Серија је емитована у два дела, 18. и 19. маја 1997. године, на каналу NBC. Снимана је на Малти, у Турској, деловима Енглеске, као и на многим другим локацијама широм Медитерана, где се и одиграва радња. Главне улоге у серију тумаче Арманд Асанте, Грета Скаки, Ирена Папас, Изабела Роселини, Бернадет Питерс, Ерик Робертс, Алан Стенсон, Џералдин Чаплин, Јерун Крабе, Кристофер Ли и Ванеса Вилијамс.
Серија је освојила награду Еми за изванредну режију мини-серије или специјала.

## Радња

### Први део
Одисеј, краљ Итаке, позван је да се придружи грчкој војсци у Тројанском рату након рођења свог сина Телемаха, на велико незадовољство своје супруге Пенелопе. Одисеј страхује да можда неће преживети рат, и каже Пенелопи да треба да се преуда када Телемах постане пунолетан, ако се он не врати. Рат траје десет година, током којих легендарни јунак Ахилеј гине. Одисеј смишља план да га освети и освоји Троју, користећи великог дрвеног коња како би се неприметно увукао у град. Пророк Лаокоон покушава да упозори Тројанце на своју визију, али га изненада прождире морско чудовиште. Након пљачке Троје, Одисејев его надвлада и он се хвали боговима својим успехом, тврдећи да је све постигао сам. Ово силно разгневи Посејдона — који је претходно спасао Грке пославши морско чудовиште да прождре Лаокооона и тако спречи да их ода — те обећава да се Одисеј никада неће вратити кући и Пенелопи.
Пркосни Одисеј креће са својом посадом на пут за Итаку, али се убрзо изгуби због густе магле коју му је Посејдон послао и завршава на једном острву, за које се испоставља да је насељено киклопима. Један од њих, Полифем, затвара их у своју пећину са намером да их поједе, али Одисеј — који му се представља као „Нико” — опија га вином и успављује. Затим наоштрава једну грану као колац и ослепи Полифема, што им омогућава да побегну сакривени испод овчије коже када киклоп уклони огромни камен са улаза у пећину. Полифем дозива у помоћ своју браћу, али пошто виче да га (ни)је повредио „Нико”, нико му не помаже. Одисеј и његови људи беже, али Одисеј тада почиње да се руга киклопу, који затим моли свог оца Посејдона да га освети. То додатно отежава Одисејев повратак кући.
Одисеј путује до једног острва где му пријатељски бог ветрова Еол даје врећу са ветровима, како би му помогли да стигне кући, уз упутство да је не отвара док не ступи на Итаку. Међутим, баш пред обалом домовине, његови знатижељни људи отварају врећу да виде шта је унутра, а ветар излети, одувајући их са пута. Они завршавају на острву Кирке, прелепе вештице која његову посаду претвара у животиње. Одисеја упозорава бог Хермес на Киркину магију и помаже му да и сам не буде преображен. Кирка уцењује Одисеја да спава с њом у замену за враћање његових другова у људски облик. Наредних пет дана они уживају у њеном гостопримству, али Одисеј схвата да га је преварила: Кирка је бацила чини на њега и он је остао на острву пет година, а не пет дана. У шоку, он трчи ка обали и затиче свој брод прекривен песком од плиме. Када од ње затражи помоћ и запрети јој, Кирка му каже да мора да потражи пророка Тиресију. Пошто је Тиресија мртав, Одисеј мора да сиђе у Хад. Он ископава свој брод из песка и отпловљава у подземље.
На Итаки, у међувремену, појављују се бројни просци који желе да се ожене Пенелопом, што Телемаха испуњава огорчењем.

### Други део
По доласку у Хад, Одисеј налази пророка Тиресију, који га мучи — препознаје његову храброст и оштроумност, али критикује његов его и неразумност. Након што Одисеј жртвује козу реци Стикс, Тиресија му открива да ће повратак кући захтевати да прође поред опасног острва на којем живе чудовишта Сцила и Харибда. Бежећи из подземља, Одисеј среће своју мајку Антиклеју, која је извршила самоубиство од бола због претпостављеног губитка сина. Она га обавештава да се на Итаки појавило више просаца који се надмећу да се ожене Пенелопом због њеног богатства и положаја.
Пенелопа покушава да добије на времену и почиње да тка погребно платно, обећавајући да ће изабрати новог мужа кад га заврши — међутим, сваке ноћи га цепа. Њена замисао делује успешно, све док један од просаца, Еуримах, не открије превару, захваљујући Пенелопиној неверној слушкињи Меланти, коју је он завео.
Одисејев брод се приближава острву Сциле и Харибде. Сцилиних шест змијоликих глава сеју хаос међу посадом и убијају многе. Сви, осим Одисеја, гину када Харибда створи вир и прогута брод. Одисеј доспева на острво на коме живи богиња Калипса. Без начина да побегне, постаје њен заробљеник. У међувремену, Телемах, који више не може да поднесе хаос који просци стварају на Итаки, покушава да пронађе оца. Богиња Атина му саветује да отпутује у Спарту и потражи краља Менелаја, једног од бивших Одисејевих сабораца. Када Телемах стигне до Менелаја, краљ му каже да верује да је Одисеј мртав, јер би се, да је жив, сигурно вратио породици. На Итаки, у међувремену, просци кују заверу да убију Телемаха, кога виде као претњу.
Две године касније, Хермес долази и наређује Калипси да ослободи Одисеја. Тужна Калипса га пушта, а он гради сплав да би се вратио на Итаку. На отвореном мору га захвата олуја. Одисеј дозива Посејдона, тражећи да му каже шта жели од њега. Посејдон му одговара да жели да Одисеј запамти своје место — као обичан смртник. Следећег јутра, Одисеја таласи избацују на обалу, где га проналазе феачанске девојке. Уз помоћ краља Алкиноја, Феачани помажу Одисеју да се врати на Итаку. Посејдон коначно дозвољава Одисеју да се врати кући, пошто се овај научио понизности. Феачани га, док он спава, остављају у скривеној луци на Итаки.
Када се пробуди, Одисеј схвата да је коначно на родном острву и поново се среће са Телемахом. Уз помоћ Атине, прерушен у старог просјака, Одисеј се састаје са Пенелопом и сазнаје да га она још увек чека и да је спремна да изабере новог мужа само зато што је то обећала њему. Пенелопа најављује да ће сутра одржати надметање међу просцима: онај ко успе да натегне Одисејев лук, постаће нови краљ. Одисеј побеђује на надметању, након чега Атина скида његову маску. Уз помоћ Телемаха, Одисеј убија Еуримаха и остале просце. Када сви просци буду мртви, Одисеј се коначно поново открива Пенелопи.

## Улоге
- Арманд Асанте као Одисеј
- Грета Скаки као Пенелопа
- Џералдин Чаплин као Еуриклеја
- Јерун Крабе као Алкиној
- Кристофер Ли као Тиресија
- Ирена Папас као Антиклеја
- Бернадет Питерс као Кирка
- Мајкл Џ. Полард као Еол
- Ерик Робертс као Еуримах
- Изабела Роселини као Атина
- Ванеса Вилијамс као Калипса
- Алан Стенсон као Телемах
  - Џош Магвајер као млади Телемах
- Јорго Војагис као Агамемнон
- Николас Клеј као Менелај
- Вилијам Хјустон као Антилеј
- Рон Кук као Еурибат
- Мајкл Тезџан као Еурилох
- Роџер Ештон-Грифитс као Полит
- Алан Кокс као Елпенор
- Адони Анастасе као Перимед
- Стјуарт Томпсон као Антиф
- Палома Баеза као Меланта
- Рид Асато као Полифем
- Марк Хил као Орсилох
- Пат Келман као Елат
- Винченцо Николи као Антиној
- Тони Вогел као Еумеј
- Сали Пламб као Арета
- Кејти Кар као Наусикаја
- Маријус Комбо као Агелај
- Одед Леви као Леокрит
- Питер Пејџ као Филетије
- Хиткоут Вилијамс као Лаокоон
- Ричард Трует као Ахилеј
- Питер Вудторп као Ментор
- Дерек Ли као Хектор
- Фреди Даглас као Хермес
- Мајлс Андерсон као Посејдон (глас)
- Алан Смити као Пријам
- Вернон Добчеф као Египт